# Kubota B-Serie
Die Kubota B-Serie ist eine Reihe von Schleppern des japanischen Nutzfahrzeugherstellers Kubota. Sie wird in den Baureihen B1 und B2 hergestellt und ist dem Segment der kleinen Kompaktschlepper zuzuordnen.

## Modellübersicht
Die B-Serie teilt sich auf die Baureihen B1 (mit Hinterradantrieb) und B2 (mit Allradantrieb) auf, insgesamt gibt es sieben Modelle in der Leistungsklasse 11 bis 25 PS, die je nach Modell mit offenem Fahrerstand oder mit festem Fahrerhaus angeboten werden. Die wichtigsten technischen Komponenten wie Motor, Achsen und Getriebe werden von Kubota selbst hergestellt. Nach Angaben des Bayerischen Landwirtschaftlichen Wochenblattes zählte das 22-PS-Modell B1-241 mit 341 Einheiten im Jahr 2021 zu den am häufigsten in Deutschland neu zugelassenen Schleppern.

## Modelle
- B1-121: 11 PS, Getriebe: 6V/2R
- B1-161: 15 PS, Getriebe: 6V/2R
- B1-181: 18 PS, Getriebe: 6V/2R
- B1-241: 22 PS, Getriebe: 6V/2R
- B2-201: 20 PS, Getriebe: 9V/9R
- B2-231: 21 PS, Getriebe: 9V/9R oder Hydrostat
- B2-261: 25 PS, Getriebe: 9V/9R oder Hydrostat

## Technische Beschreibung
Die B-Serie ist in Halbrahmenbauweise konstruiert; die Hinterachse ist eine ungefederte, angetriebene Portalachse, die mit dem Hilfsrahmen verbunden ist, auf dem sich der Motor abstützt. Die Vorderachse ist beim B1 eine pendelnd aufgehängte, nicht angetriebene Portalachse, während der B2 eine angetriebene, ebenfalls pendelnd aufgehängte Portalachse hat. Der Vorderachsantrieb ist beim B2 abschaltbar. Das System Bi-Speed, das den Wendekreis verringert, ist beim B2 verfügbar, eine Servolenkung ist ebenfalls erhältlich. Bis auf den B1-121, der einen 0,5-Liter-Zweizylinder-Dieselmotor hat, sind alle Modelle mit Dreizylinderdieselmotoren von 0,7 bis 1,3 Liter ausgestattet. Alle Motoren sind flüssigkeitsgekühlte Reihenmotoren mit Wirbelkammereinspritzung ohne Turboaufladung. Die Motorleistung wird beim B1 über ein mechanisches Getriebe mit sechs Vorwärts- und zwei Rückwärtsgängen auf die Hinterachse übertragen, während der B2 ein Getriebe mit neun Vorwärts- und ebenso vielen Rückwärtsgängen hat. Beim B2 ist auch ein dreistufiger hydrostatischer Fahrantrieb erhältlich. Alle Modelle haben einen Überrollschutz (ROPS, Roll-Over-Protection-System). Optional gibt es für den B1-161 und -181 sowie den B2-231 und -261 eine feste Fahrerkabine. Zapfwellenabtriebe und Frontlader sind ebenfalls verfügbar.

## Technische Daten
|                               | B1-121                                                      | B1-161                                                      | B1-181                                                      | B1-241                                                      | B2-201                                                      | B2-231                                                                                         | B2-261                                                                                         |
| Motor                         | R2-Dieselmotor Kubota Z482                                  | R3-Dieselmotor Kubota D722                                  | R3-Dieselmotor Kubota D782                                  | R3-Dieselmotor Kubota D1105                                 | R3-Dieselmotor Kubota D1105                                 | R3-Dieselmotor Kubota D1105                                                                    | R3-Dieselmotor Kubota D1305                                                                    |
| Bohrung × Hub                 | 67 mm×68 mm                                                 | 67 mm×68 mm                                                 | 67 mm×73,6 mm                                               | 78 mm×78,4 mm                                               | 78 mm×78,4 mm                                               | 78 mm×78,4 mm                                                                                  | 78 mm×88 mm                                                                                    |
| Hubraum                       | 479 cm³                                                     | 719 cm³                                                     | 778 cm³                                                     | 1123 cm³                                                    | 1123 cm³                                                    | 1123 cm³                                                                                       | 1261 cm³                                                                                       |
| Nennleistung nach ECE R120    | 8 kW bei 3000/min                                           | 11 kW bei 2900/min                                          | 13 kW bei 3000/min                                          | 15,7 kW bei 2500/min                                        | 14,4 kW bei 3000/min                                        | 15,7 kW bei 3000/min                                                                           | 18,2 kW bei 2600/min                                                                           |
| Getriebe                      | Mechanisches Getriebe mit 6 Vorwärts- und 2 Rückwärtsgängen | Mechanisches Getriebe mit 6 Vorwärts- und 2 Rückwärtsgängen | Mechanisches Getriebe mit 6 Vorwärts- und 2 Rückwärtsgängen | Mechanisches Getriebe mit 6 Vorwärts- und 2 Rückwärtsgängen | Mechanisches Getriebe mit 9 Vorwärts- und 9 Rückwärtsgängen | Mechanisches Getriebe mit 9 Vorwärts- und 9 Rückwärtsgängen (optional: dreistufiger Hydrostat) | Mechanisches Getriebe mit 9 Vorwärts- und 9 Rückwärtsgängen (optional: dreistufiger Hydrostat) |
| Bereifung                     |                                                             | vorne 23x10.50-12, hinten 280/70 R18                        | vorne 23x10.50-13, hinten 280/70 R19                        | vorne 23x10.50-14, hinten 280/70 R20                        | vorne 200/65 R15, hinten 300/70 R20                         |                                                                                                | vorne 27x8.50-15, hinten 300/70 R20                                                            |
| Masse                         | 460 kg                                                      | 639 kg                                                      | 635 kg                                                      | 732 kg                                                      | 730 kg                                                      | 1010 kg                                                                                        | 790 kg                                                                                         |
| Länge                         | 2360 mm                                                     | 2360 mm                                                     | 2360 mm                                                     | 2703 mm                                                     | 2624 mm                                                     | 2624 mm                                                                                        | 2624 mm                                                                                        |
| Breite                        | 938 mm                                                      | 938 mm                                                      | 938 mm                                                      | 990 mm                                                      | 1022/1404 mm                                                | 1234/1404 mm                                                                                   | 1249/1372 mm                                                                                   |
| Höhe                          | 1235 mm                                                     | 2013 mm                                                     | 2013 mm                                                     | 2013 mm                                                     | 2300/2295 mm                                                | 2327/2295 mm                                                                                   | 2353/2331 mm                                                                                   |
| Hublasten des Heckkrafthebers | 430 kg                                                      | 540 kg                                                      | 540 kg                                                      | 615 kg                                                      | 970 kg                                                      | 970 kg                                                                                         | 970 kg                                                                                         |